# Sabulodes colombiata
Sabulodes colombiata là một loài bướm đêm trong họ Geometridae.